# لهيب (قبيلة)
لُهيب العرجاء هي قبيلة عربية كبيرة من الجبور من مذحج مِن قحطان.

## الأصول
تنتسب قبائل اللهيب إلى لٌهيب بن جبر بن مكتوم بن ثور بن عمرو بن معديكرب بن ربيعة بن عبد الله بن عمرو بن عاصم بن عمرو بن منبه بن ربيعة بن سلمة بن مازن بن ربيعه بن زُبيد بن صعب بن سعد العشيرة بن مذحج بن أدد بن زيد بن يشجب بن عُريب بن كهلان بن سبأ بن يشجب بن يعرب بن قحطان.